# ネマニヤ通り

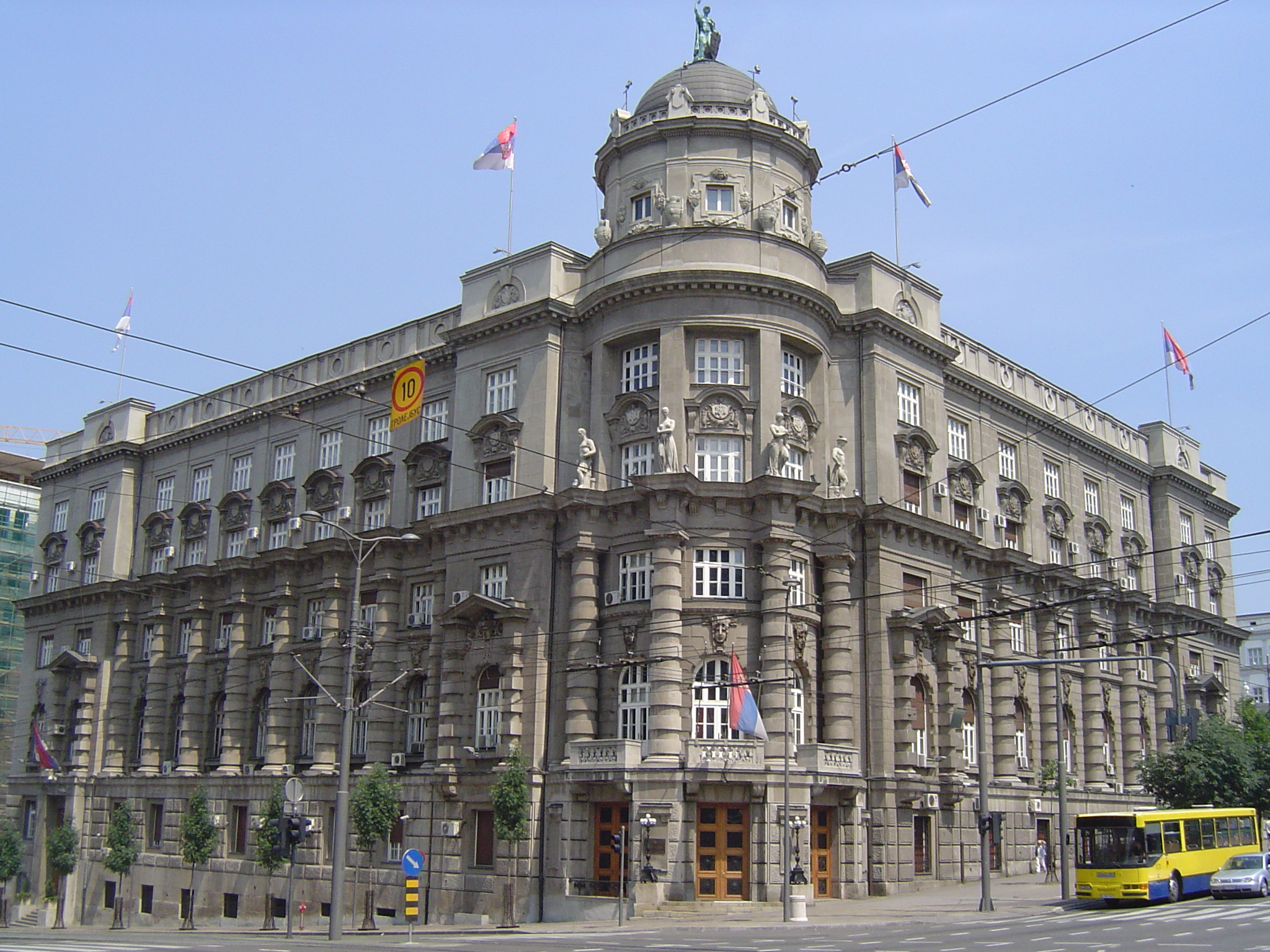
セルビア政府庁舎

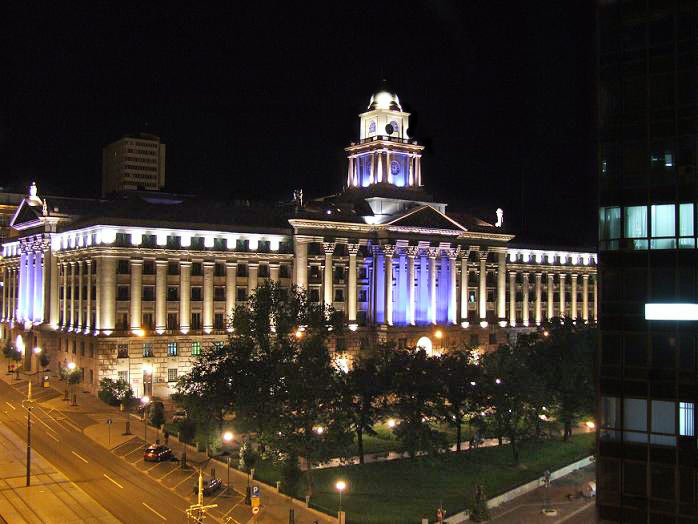
鉄道博物館

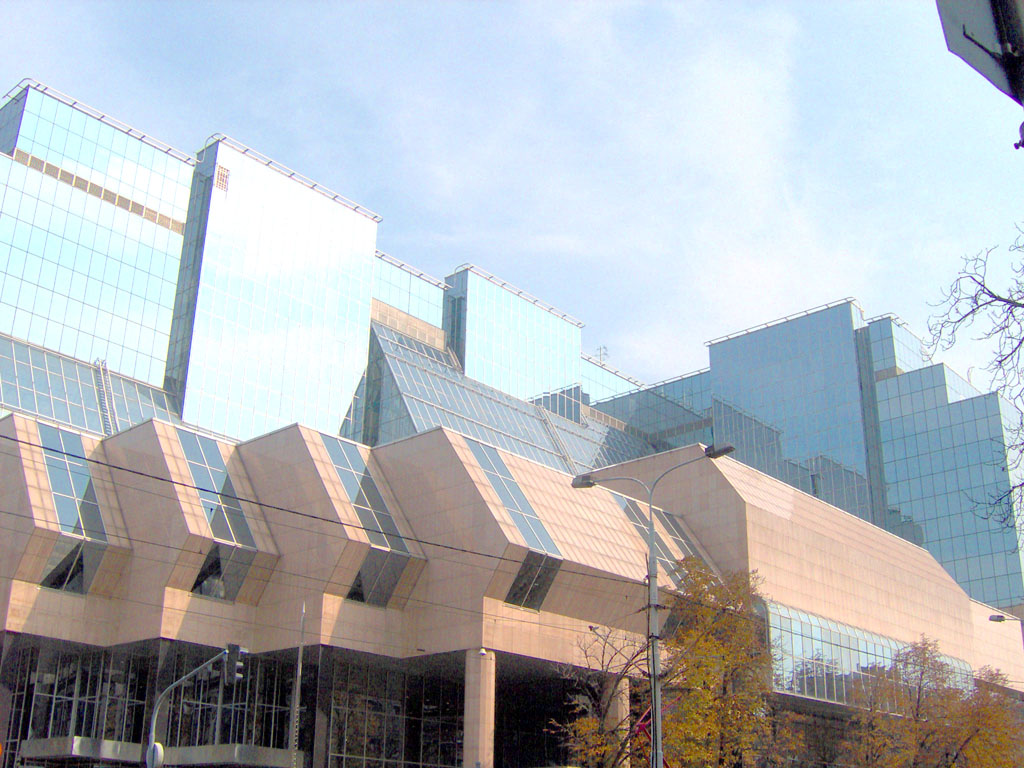
セルビア国立銀行の新庁舎

ネマニヤ通り（セルビア語:Немањина улица / Nemanija ulica）は、セルビア共和国の首都・ベオグラードを走る重要な通りであり、同市のサヴスキ・ヴェナツ区（Savski Venac）にある。1884年に鉄道が開通して以来、ネマニヤ通りは商業的に重要な路線となった。通りは1896年に、12世紀のセルビアの君主ステファン・ネマニャの名をとって命名された。

## 場所と主な建築物
ネマニヤ通りはベオグラードの交通の要となっている通りのひとつである。通りはベオグラード駅とスラビヤ広場とを結んでいる。ベオグラードの主要な官公庁がこの通り付近に立ち並んでいる。ユーゴスラビア国防省庁舎は1999年のNATOによる空爆で破壊され、その壊れた姿を残している。また、セルビア国立銀行もこの通り沿いにある。2003年3月12日には、当時首相であったゾラン・ジンジッチがセルビア政府庁舎の前で暗殺された。

## 復興
2005年冬、通りの復興作業が始まった。ネマニヤ通りの復興は、ベオグラード再開発計画の重要部分である。この往来の激しい通りを閉鎖しなければならず、工事作業は急ピッチで進められた。復興は2006年春に終わり、路面電車の線路、新しい歩道、駐車場が新たに設けられ、排水設備も改良された。